# Cantonul Rillieux-la-Pape
Cantonul Rillieux-la-Pape este un canton din arondismentul Lyon, departamentul Rhône, regiunea Rhône-Alpes, Franța.

## Comune
- Rillieux-la-Pape (reședință)
- Sathonay-Camp
- Sathonay-Village